# Tenke Fungurume-mijn
De Tenke Fungurume-mijn in het zuidoosten van de Democratische Republiek Congo, ligt in een gebied met een van de grootste koper- en kobaltreserves ter wereld. De mijn ligt nu in de provincie Lualaba, die in 2015 is ontstaan uit de opsplitsing van de vroegere provincie Katanga. De mijn zelf is verspreid over twee concessies met een totale oppervlakte van ongeveer 1.600 km2. Het is een open mijn in dagbouw.
De mijn is genoemd naar de twee dichtstbije plaatsen: Tenke, een spoorwegknooppunt, en Fungurume, een stad met een vliegveld.

## Start van het project
Het project is gestart in 2009. Reeds in 2007 zegde de Europese Investeringsbank haar steun toe door middel van een lening. Gelet op eerdere illegale exploitaties in de Congolese mijnbouwsector, stelde de bank als voorwaarde dat het project moest voldoen aan een aantal sociale en ecologische vereisten, onder meer opgesteld door de Europese Unie en de Verenigde Naties. Ook werd van de regering een grondige projectevaluatie verwacht. In maart 2010 stelde de EIB vast dat het project was opgestart zonder haar hulp, en bood alsnog medewerking aan.

## Eigendomstructuur
Tenke Fungurume was aanvankelijk een joint venture van Freeport-McMoRan (56-60%), Lundin Mining (20-25%) en Gécamines, het mijnbedrijf van de Congolese staat. In mei 2016 kondigde Freeport aan zijn meerderheidsparticipatie in de mijn te zullen verkopen aan het Chinese China Molybdenum, tegen de zin van Gécamines, het Congolese staatsbedrijf dat een participatie van 20% had in de mijn en buiten de onderhandelingen was gehouden. Uiteindelijk kwam men eind november 2016 tot een akkoord voor een verkoop à 2,65 miljard $, via offshore-constructies, dus buiten het bereik van de Congolese regering.
Voor China past de aankoop in een wereldwijde strategie om de Chinese industrie van grondstoffen te voorzien.

## Hoofdzetel en découpage
Mijnbedrijven zoals Freeport, China Molybdenum en Glencore hielden traditioneel een hoofdzetel aan in Lubumbashi, de hoofdstad van het vroegere Katanga. Na de herindeling van de provincies (van 10 naar 26) eiste de minister van Mijnbouw dat de mijnbedrijven hun zetel zouden overbrengen naar de provincie van exploitatie, en daar hun taksen betalen. Voor Tenke Fungurume is dat de provincie Lualaba, en niet Haut-Katanga. Politici uit Lubumbashi reageerden daarom ontstemd op wat zij de découpage (en dus verlies van inkomsten) van Katanga noemen.

## Exploitatie
China Molybdenum verklaarde in 2019 dat de mijn verlieslatend was vanwege belastingen en marktprijzen, maar kondigde in 2021 aan 2,51 miljard dollar te gaan investeren om de koper- en kobaltproductie te verdubbelen.